# Louis Bourdaloue
Louis Bourdaloue (Bourges, 20 de agosto de 1632 – Paris, 13 de maio de 1704) foi um jesuíta francês e pregador. 

## Biografia
Ele nasceu em Bourges. Com a idade de dezesseis anos, ele entrou na Companhia de Jesus, e foi nomeado sucessivamente professor de retórica, filosofia e teologia moral, em vários colégios jesuítas. Seu sucesso como pregador nas províncias levou seus superiores a chamá-lo a Paris em 1669 para ocupar por um ano o púlpito da igreja de St. Louis. Devido à sua eloquência, ele foi rapidamente classificado na estima popular com Corneille, Racine e outras figuras importantes durante o auge de Luís XIV reinado de. Ele pregou na corte de Versalhes durante o Advento de 1670 e a Quaresma de 1672, e posteriormente foi chamado novamente para proferir o curso de sermões da Quaresma em 1674, 1675, 1680 e 1682, e os sermões do Advento de 1684, 1689 e 1693. Isso era ainda mais notável porque era costume nunca chamar o mesmo pregador mais de três vezes ao tribunal.
Com a revogação do Édito de Nantes, ele foi enviado ao Languedoc para confirmar os novos convertidos na fé católica e teve muito sucesso nesta delicada missão. Católicos e protestantes foram unânimes em elogiar sua eloquência ardente nos sermões da Quaresma que pregou em Montpellier em 1686. No final de sua vida, ele confinou seu ministério a instituições de caridade, hospitais e prisões. Ele morreu em Paris em 13 de maio de 1704.
Sua força está em sua capacidade de se adaptar a públicos de todos os tipos. Sua influência foi supostamente devida tanto a seu caráter e maneiras quanto à força de seu raciocínio. Voltaire disse que seus sermões superaram os de Jacques-Bénigne Bossuet (cuja aposentadoria em 1669, no entanto, praticamente coincidiu com as primeiras declarações de Bourdaloue no púlpito), e é dito que sua simplicidade e coerência, bem como o apelo direto que eles fizeram para ouvintes de todas as classes deu-lhes uma superioridade sobre os sermões mais profundos de Bossuet. Muitos deles foram adotados como livros didáticos nas escolas.
Seus sermões foram revisados e editados por François de Paule Bretonneau. Oito de seus sermões foram traduzidos e publicados como Oito Sermões para a Semana Santa e a Páscoa por George Francis Crowther em 1884.

## Sermões
Seus sermões foram objeto de várias edições: François de Paul Bretonneau, 16 volumes (Paris, 1707-1734); 17 volumes (in-8, 1822-1826); 3 volumes (grandes oitavas, 1834); 6 volumes (Lille, 1882). Entre eles estão:
- Sermon sur les richesses
- Sermon sur la Passion
- Retraites spirituelles
- Pensées
- Sermon sur l'impureté
- Sermon sur la pénitence
- Sermon sur la conversion de Madeleine
- Dominicales